# Fox Island River-Point au Mal
Fox Island River - Point au Mal é uma comunidade localizada na província canadense de Terra Nova e Labrador. Tinha uma população de 173 habitantes de acordo com o censo de 2016.

## Demografia
Fox Island River - Point au Mal registrou uma população de 173 habitantes em 77 de suas 131 residências particulares, uma mudança de -10,8% da população de 194, em 2011. 
Com uma área de 17,86 km², tinha uma densidade populacional de 9,7 / km², em 2016.

## Governo
Fox Island River - Point au Mal é um distrito de serviço local (LSD) que é governado por um comitê responsável pela prestação de certos serviços à comunidade. O presidente do comitê LSD é Jeff Leroy.